# Agntjärnen, Ångermanland
Agntjärnen är en sjö i Kramfors kommun i Ångermanland och ingår i Ångermanälven-Gådeåns kustområde. Sjön är 12,5 meter djup, har en yta på 0,0878 kvadratkilometer och är belägen 151,5 meter över havet. Sjön avvattnas av vattendraget Grössjöbäcken.

## Delavrinningsområde
Agntjärnen ingår i det delavrinningsområde (698558-159381) som SMHI kallar för Utloppet av Grössjön. Medelhöjden är 160 meter över havet och ytan är 5,06 kvadratkilometer. Det finns inga avrinningsområden uppströms utan avrinningsområdet är högsta punkten. Avrinningsområdets utflöde Grössjöbäcken mynnar i havet. Avrinningsområdet består mestadels av skog (86 procent). Avrinningsområdet har 0,44 kvadratkilometer vattenytor vilket ger det en sjöprocent på 8,7 procent.